# Kępno
Kępnoⓘ (deutsch Kempen, älter auch Langenfurt) ist eine Stadt in der Woiwodschaft Großpolen in Polen. Sie zählt etwa 14.000 Einwohner und ist Sitz des Powiat Kępiński sowie der gleichnamigen Stadt-und-Land-Gemeinde mit 24.375 Einwohnern (Stand 31. Dezember 2020).
Die Stadt am Fluss Niesob liegt etwa 80 km nordöstlich von Breslau sowie 60 km südöstlich von Ostrów Wielkopolski.

## Geschichte
Während des 10. bis 12. Jahrhunderts gab es im Stadtgebiet eine Verteidigungsanlage. Zu dieser Zeit gehörte das Gebiet um Ostrzeszów und Kępno politisch noch zu Schlesien, wurde aber am wahrscheinlichsten um das Jahr 1146 zum Teil Großpolens. Aus dieser Zeit rührte die bis 1821 bestehende Zugehörigkeit zum Bistum Breslau. Etwa im 13. Jahrhundert bildete sich eine Siedlung um die Anlage. Am 15. Februar 1282 fand hier ein geheimes Treffen zwischen Herzog Mściwój von Pommerellen und Przemysław von Großpolen statt. Das Stadtrecht erhielt der Ort 1283 von Przemyslaw unter dem Namen Langenvort, später Langelnbort, Langinfurt. Der deutschstämmige Name etablierte sich nicht und in der Neuzeit wurde der Ort im Weluner Land nur unter dem polnischen Namen bekannt.
1660 erhielt der Ort erneut das zwischenzeitlich verlorene Stadtrecht von König Johann II. Kasimir. 1661 wurde eine evangelische Gemeinde deutscher sowie polnischer Sprache gegründet (geschlossen im Jahr 1686). Die erste Grundschule wurde 1664 eröffnet. 1668 wurde die erste Handwerkszunft durch die Schuhmacher gegründet. 1691 wütete ein großes Feuer, 1708 und 1709 Seuchen in der Stadt.
Nach der zweiten Teilung Polens wurde die Stadt 1793 bis 1807 Teil Preußens, 1807 bis 1815 als Teil des Großherzogtums Warschau wieder polnisch. 1815 kam es abermals zu Preußen und wurde 1887 Sitz eines Landkreises (Kreis Kempen in Posen). Am Ende des 19. Jahrhunderts zählte die evangelische Gemeinde 3251 Seelen. 1910 gab es in der Stadt 3962 Römisch-Katholiken, 1779 Protestanten, 739 Juden. 	 	
Nach dem Ende des Ersten Weltkrieges wurde die Stadt am 17. Januar 1920 offiziell an Polen abgetreten. Die evangelische Pfarrgemeinde der Superintendentur Ostrzeszów der Unierten Evangelischen Kirche in Polen zählte im Jahr 1937 889 Mitglieder.
Die Besetzung durch das Dritte Reich im September 1939 endete am 21. Januar 1945 mit dem Einmarsch der Roten Armee.
Heute ist Kępno ein Zentrum der polnischen Möbelindustrie.

## Gemeinde
Zur Stadt-und-Land-Gemeinde (gmina miejsko-wiejska) Kępno mit einer Fläche von 124 km² gehören die Stadt selbst und eine Reihe von Schulzenämtern.
Gemeindepartnerschaften
- Encs, Ungarn
- Trutnov, Tschechien

## Sehenswürdigkeiten
- Das Rathaus von 1846

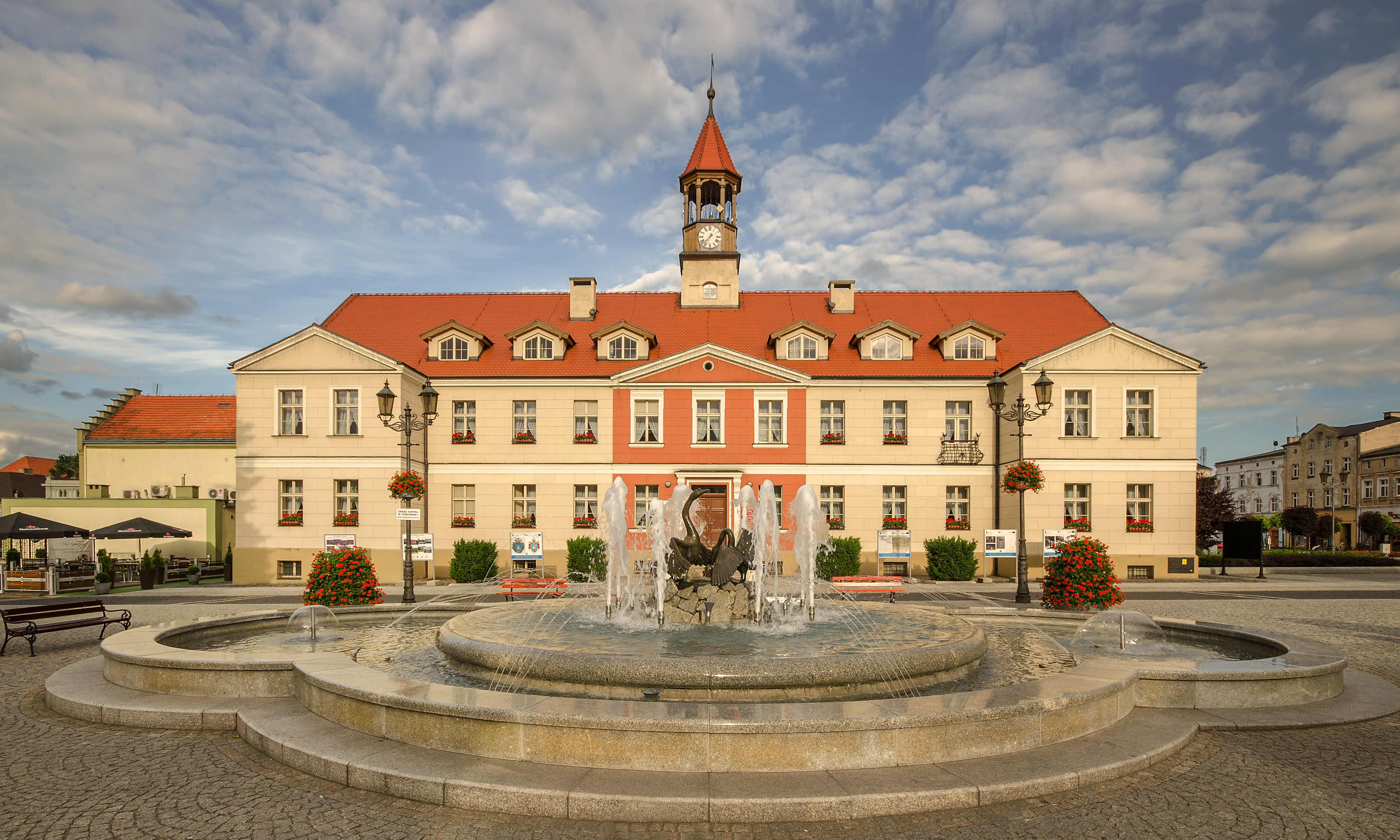
Das Rathaus

- Das Gebäude des Bezirksgerichts von 1835
- Eine Burg aus dem Mittelalter
- Die Synagoge, die 1815 bis 1816 errichtet wurde. Nach der Zerstörung im Zweiten Weltkrieg wurde sie wieder aufgebaut.
- Wohnhäuser aus der zweiten Hälfte des 18. Jahrhunderts (Rynek 26, ul. Stara 6, 8 und ul. Kościelna 2) und aus dem 19. Jahrhundert (Rynek 35)
- Die barocke katholische Kirche des Hl. Martin
- Die evangelisch-augsburgische Kirche
- Der Bahnhof, in heutiger Form von 1911, in der in Polen seltenen Bauform eines Turmbahnhofs

## Religion
In Kępno gibt es zwei römisch-katholische Pfarreien des Bistums Kalisz.
Die evangelische Pfarrei gehört zur Diözese Pommern-Großpolen und umfasst fast das ganze Gebiet der ehemaligen Superintendentur Ostrzeszów der Unierten Evangelischen Kirche in Polen, damit des ehemalig niederschlesischen Anteils, das 1920 an Polen kam. Nach dem Zweiten Weltkrieg verließ die Mehrheit der Protestanten das Gebiet. 2018 hatte die Gemeinde nur 140 Mitglieder und hat drei Filialgemeinden: in Czarnylas, Ostrzeszów und Wieruszów-Podzamcze.

## Verkehr
Die Stadt hat einen Turmbahnhof an der Bahnstrecke Kluczbork–Poznań sowie an der nur noch in östlicher Richtung betriebenen Bahnstrecke Herby–Oleśnica. Früher bestand ferner die Bahnstrecke Namysłów–Kępno mit einem weiteren Halt in Kępno Zachodnie (Kępno-West).

## Persönlichkeiten

### Söhne und Töchter der Stadt
- Wilhelm Freund (1806–1894), Altphilologe
- Samuel Holdheim (1806–1860), Gelehrter und Rabbiner
- Isidor Kastan (1840–1931), Journalist, Schriftsteller und Arzt
- Bruno Meyer (1840–1917), Kunstwissenschaftler und Hochschullehrer
- Wilhelm Goldbaum (1843–1912), Journalist und Publizist
- Hermann Aron (1845–1913), Elektrotechniker
- Hermann Schelenz (1848–1922), Apotheker, Industrieller und Pharmaziehistoriker
- Jakob Baßfreund (1850–1919), Oberrabbiner in Trier
- Gustav Born (1851–1900), Mediziner, Embryologe und Hochschullehrer
- Maximilian Kempner (1854–1927), Jurist und Mitglied des Deutschen Reichstags
- Adolf Warschauer (1855–1930), Historiker
- Alice von Hahn, geborene Wiebmer (1862–1933), Schriftstellerin
- Richard Vater (1865–1919), Maschinenbauingenieur und Hochschullehrer
- Edward Lasker (1885–1981), deutsch-US-amerikanischer Elektroingenieur und Schachmeister
- Ilse Häfner-Mode (1902–1973), Künstlerin
- Witold Tomczak (1957–2025), Abgeordneter des Sejm und des Europäischen Parlaments

### Weitere Persönlichkeiten, die mit der Stadt in Verbindung stehen
- Malbim (1809–1879), der „Kempner Raw“, Rabbiner und Bibelexeget, wirkte fünfzehn Jahre in Kępno
- Paweł Anweiler (* 1950), lutherischer Theologe, wirkte drei Jahre in Kępno.